# フェリックス・ブラウン
フェリックス・ブラウン（Felix Brown , 1989年3月14日 - ）は、フランス領サン・マルタン出身のプロ野球選手（内野手）。

## 経歴
2010年のヨーロッパ野球選手権大会では、フランス代表に選ばれている。
2011年12月9日に、ベースボール・チャレンジ・リーグのドラフト会議で群馬ダイヤモンドペガサスから指名された。
2012年6月5日に、球団からロバート・ストレッカーと共に戦力外通告を受け自由契約となった。
2014年8月28日に、この年から開催されたフランス国際野球大会のフランス代表メンバーが発表され代表入りした。また、第33回ヨーロッパ野球選手権大会のフランス代表にも選出された。
2015年5月31日に、2015年夏季ユニバーシアードにおける野球競技のフランス代表暫定ロースターが発表され、後に正式にフランス代表に選出されている。

## 詳細情報

### 独立リーグでの打撃成績
| 年 度     | 球 団     | 試 合 | 打 数 | 得 点 | 安 打 | 二 塁 打 | 三 塁 打 | 本 塁 打 | 打 点 | 盗 塁 | 犠 打 | 犠 飛 | 四 球 | 死 球 | 三 振 | 併 殺 打 | 打 率 |
| --------- | --------- | ----- | ----- | ----- | ----- | -------- | -------- | -------- | ----- | ----- | ----- | ----- | ----- | ----- | ----- | -------- | ----- |
| 2012      | 群馬      | 8     | 17    | 2     | 4     | 2        | 0        | 0        | 0     | 0     | 0     | 0     | 1     | 1     | 7     | 0        | .235  |
| 通算：1年 | 通算：1年 | 8     | 17    | 2     | 4     | 2        | 0        | 0        | 0     | 0     | 0     | 0     | 1     | 1     | 7     | 0        | .235  |

### 背番号
BCリーグ
- 37 （2012年）

### 代表歴
- 第1回フランス国際野球大会 フランス代表
- 第33回ヨーロッパ野球選手権大会 フランス代表
- 2015年夏季ユニバーシアード野球フランス代表